# Nicola Sturgeon
Nicola Ferguson Sturgeon (Irvine, 19. srpnja 1970.) škotska je političarka i prva ministrica (premijerka) Škotske kao i lider Škotske nacionalne stranke (SNP) od 2014. godine. Sturgeon je 15. veljače 2023. godine najavila namjeru podnošenja ostavke na političke dužnosti po izboru svog nasljednika na mjestu premijera i lidera političke stranke. Škotska je premijerka sa najduljim mandatom u povjesti. U Škotskom je parlamentu od 1999. godine gdje je prvo izabrana kao dodatna zastupnica glasgowske izborne regije, a od 2007. kao zastupnica izborne jedinice Glasgow Southside.
Rođena u Ayrshireu, Sturgeon je diplomirala pravo na Sveučilištu u Glasgowu te do izbora 1999. godine radila kao odvjetnica. Od izbora je preuzela ulogu ministrice u sjeni koja je kao zastupnica opozicije pratila obrazovanje, zdravlje i pravosuđe. 2004. godine najavila je namjeru natjecanja za liderstvo u SNP-u, ali je naknadno od te namjere odustala u korist Alexa Salmonda te se natjecala za poziciju njegove zamjenice. Oboje su izabrani, a kako je Salmong bio zastupnik u donjem domu parlamenta Ujedinjenog Kraljevstva Sturgeon je vodila SNP u škotskom parlamentu od 2004. do 2007. godine. Na izborima 2007. SNP je postala najveća stranka u Škotskoj nakon čega je uspjela sastaviti i prvu manjinsku vladu u kojoj je Sturgeon bila zamjenica prvog ministra (premijera) Škotske. Od 2007. do 2012. Sturgeon je bila državni sekretar (ministrica) za zravlje i blagostanje. Sturgeon je nadgledala ukidanje naknada na lijekove na recept dok je njezina uloga u postupanju s pandemijom svinjske gripe 2009. godine široko priznata. Nakon uvjerljive većine SNP-a 2011. godine imenovana je državnim sekretarom u kabinetu (ministarstvu) za infrastrukturu, kapitalna ulaganja i gradove, zbog čega je bila zadužena i za zakonodavni postupak za škotski referendum o neovisnosti 2014. godine. Referendumski poraz kampanje za nezavisnost Škotske ezultirao je ostavkom Salmonda na mjesto čelnika SNP-a i prvog ministra.
Sturgeon je izabrana bez protukandidata za čelnicu SNP-a u studenom 2014., a nakon toga je imenovana prvom ministricom, postavši prva žena na i na jednoj i na drugoj dužnosti. Stupila je na dužnost u razdoblju naglog porasta broja članova SNP-a što je dovelo do velike izborne pobjede na općim izborima 2015. godine kada je stranka osvojila 56 od 59 škotskih mjesta u parlamentu Ujedinjenog Kraljevstva okončavši time dominaciju laburista u Škotskoj te prestigavši liberalne demokrate na trećem mjestu po broju zastupnika u britanskom parlamentu. Kroz njezinih osam godina mandata SNP je nastavila uživati izborni uspjeh te je Sturgeon unatoč gubitku većine osigurala i drugi mandat ustrojivši manjinsku vladu. U tom je razdoblju u političkom prostoru dominirala tema rezultata referenduma o Brexitu 2016. godine kada se Velika Britanija izglasala izlazak iz Europske unije, unatoč tome što je 62% glasača u Škotskoj podržalo ostanak u EU-u. Sturgeon je iskoristila Brexit kao snažan argument u korist svoje politike zagovarajući pravo Škotske na organiziranje drugog referendum o neovisnosti, ali planovi su stali usred pandemije COVID-19. Vodila je odgovor škotske vlade na pandemiju, provodeći niz ograničenja društvenih okupljanja i uvodeći program cjepljenja. ZSturgeon je postala prva škotska premijerka koja je obnašala treći mandat, a nakon toga je sklopila sporazum o podjeli vlasti sa škotskim Zelenima. Nakon što je Vrhovni sud Ujedinjenog Kraljevstva u studenome 2022. presudio je da škotski parlament nema ovlasti sam jednostrano održati referendum o pitanju škotske neovisnosti ta je odluka protumačena kao neuspjeh politike SNP-a i prve ministrice. Sturgeon je 15. veljače 2023. najavila namjeru da podnese ostavku na čelo SNP-a i na mjesto prve ministrice.